# Mühlviertel
Koordinaten: 48° 25′ N, 14° 20′ O
| Viertel und Bezirke Oberösterreichs |
| ----------------------------------- |
|                                     |

Das Mühlviertel (in Ortsnamen auch Mühlkreis) ist eine Landschaft in Österreich und stellt eines der vier historischen „Viertel“ Oberösterreichs dar. Es ist jener Teil Oberösterreichs, der nördlich der Donau liegt und zum Granit- und Gneishochland gehört.
Das Mühlviertel hat seinen Namen von den Flüssen Große Mühl, Kleine Mühl und Steinerne Mühl, die es durchfließen. Das Mühlviertel in seiner heutigen Begrifflichkeit besteht seit 1779, als das Machlandviertel im Mühlviertel aufging.
Seit der Bildung der Politischen Bezirke 1868 haben die Viertel in Oberösterreich keine rechtliche Grundlage mehr und sind reine Landschaftsbezeichnungen. Dabei wurde die ältere Kreiseinteilung ersetzt, die sich noch an den alten Vierteln orientierte.
Das Stadtgebiet von Linz nördlich der Donau (Stadtbezirke Urfahr, Pöstlingberg, St. Magdalena und Dornach-Auhof) gehört ebenfalls zum Mühlviertel.
Wenn man die politischen Bezirke nördlich der Donau zusammenrechnet, bedeckt das Mühlviertel mit 3080 km² 25,7 Prozent der Fläche Oberösterreichs (11.980 km²) und ist somit flächenmäßig, nach dem Traunviertel, das zweitgrößte der vier Viertel.

## Geographie

### Überblick

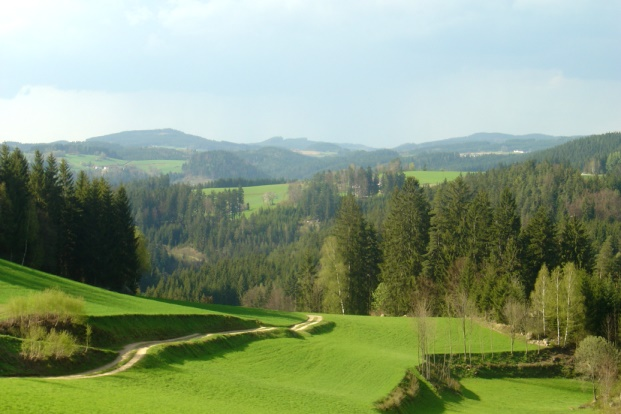
Typische hügelige, abwechselnd mit Wäldern und Feldern versehene Landschaft des Mühlviertels

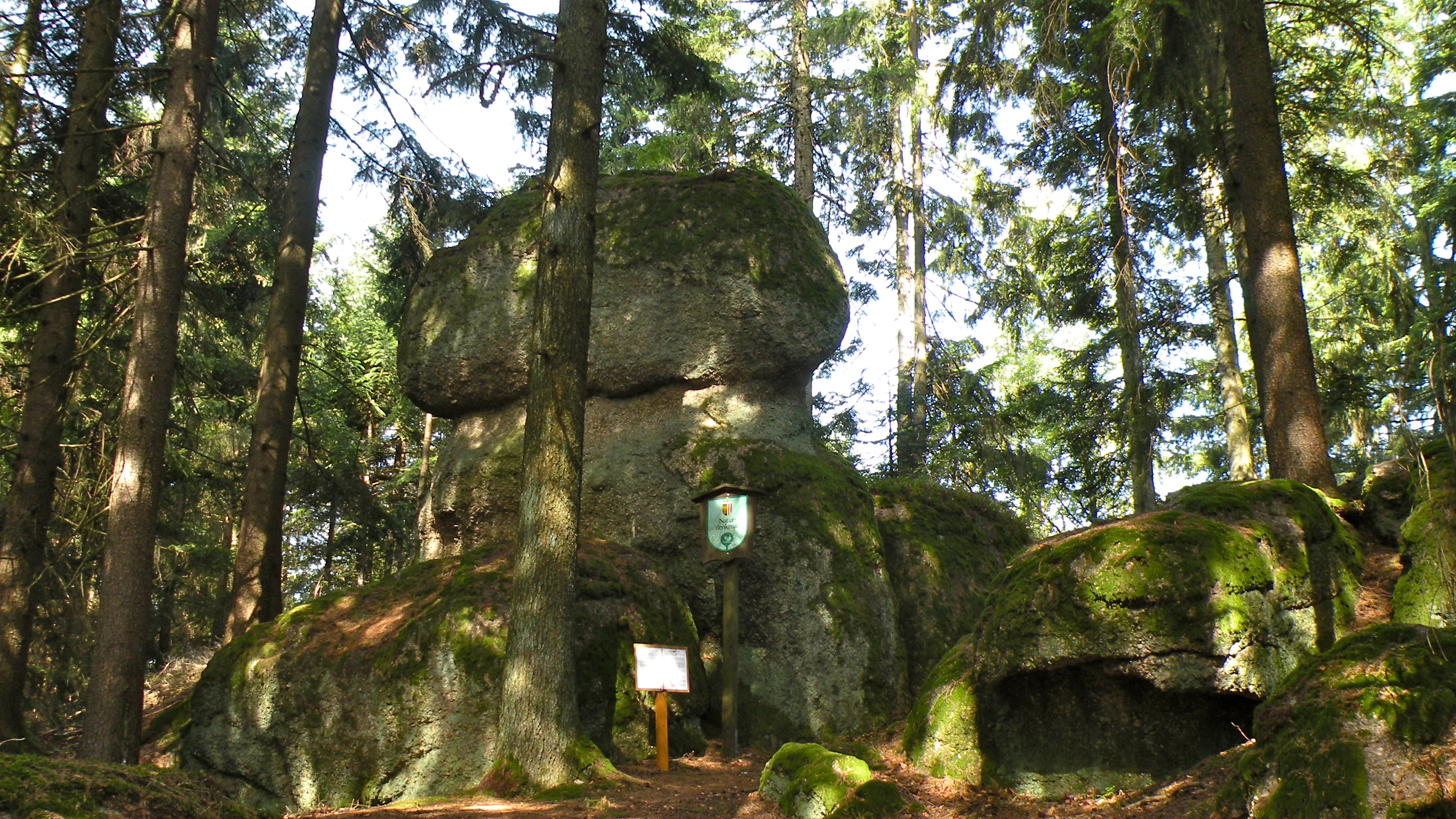
Wollsackverwitterung an Granitfelsen

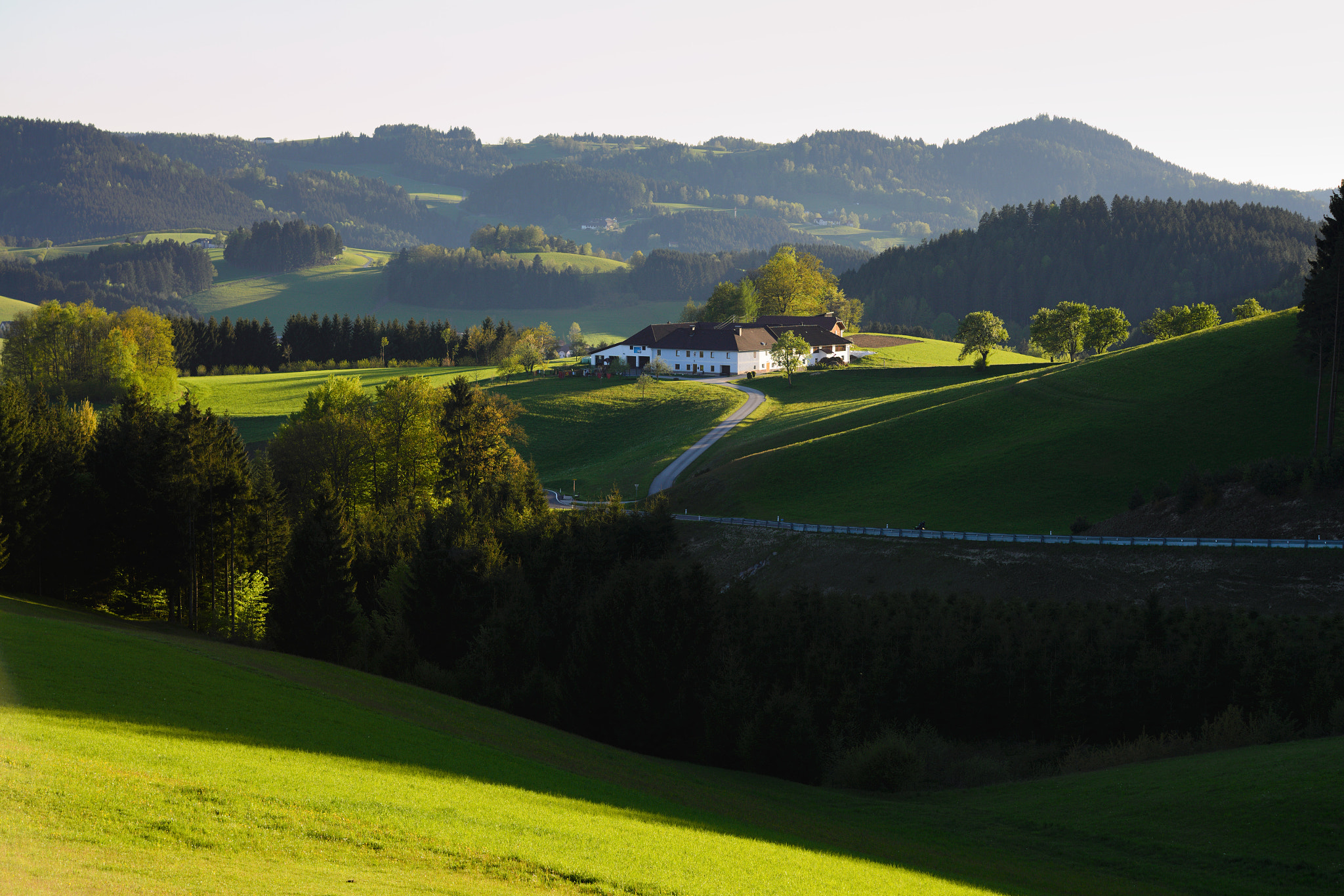

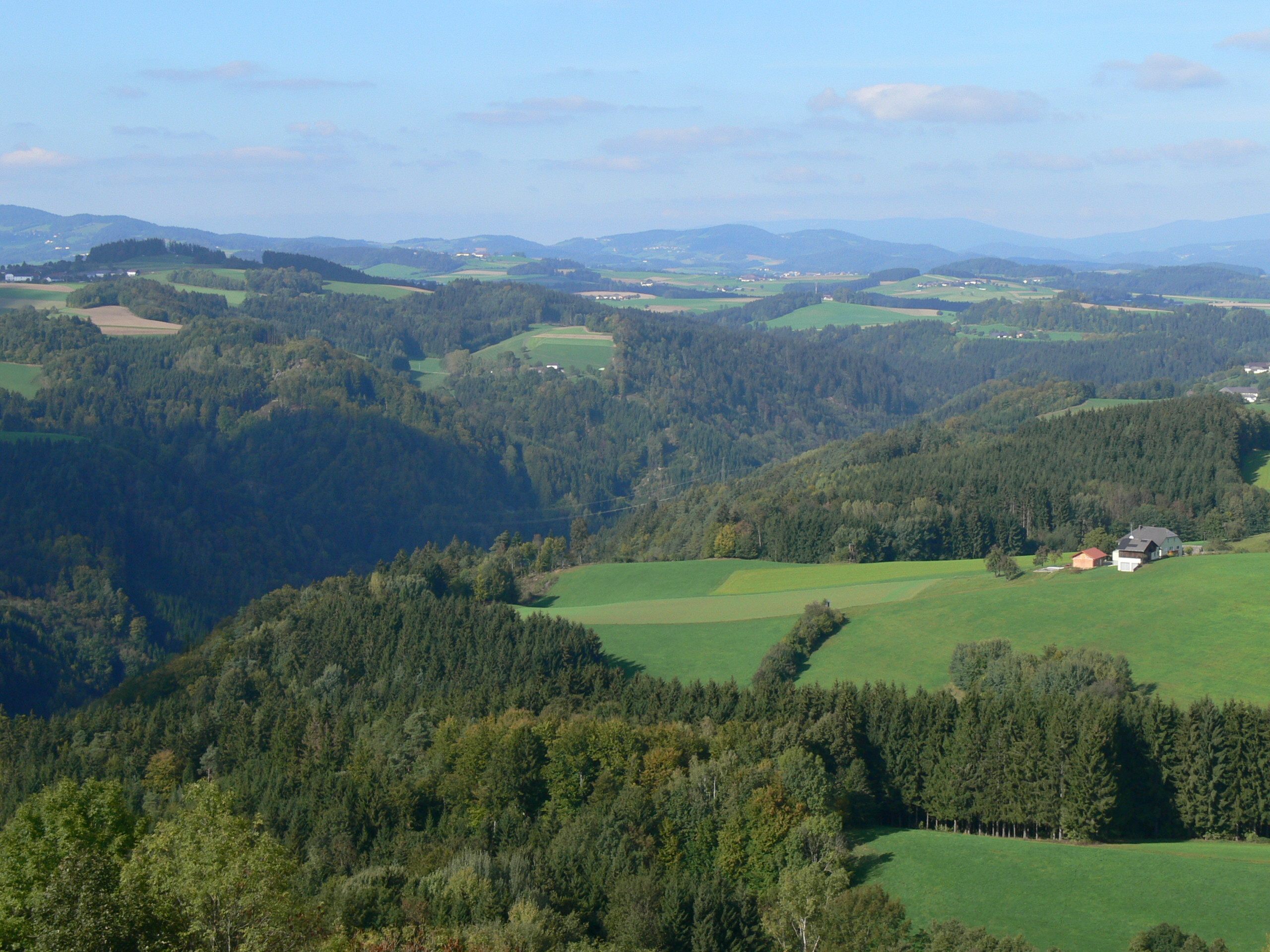

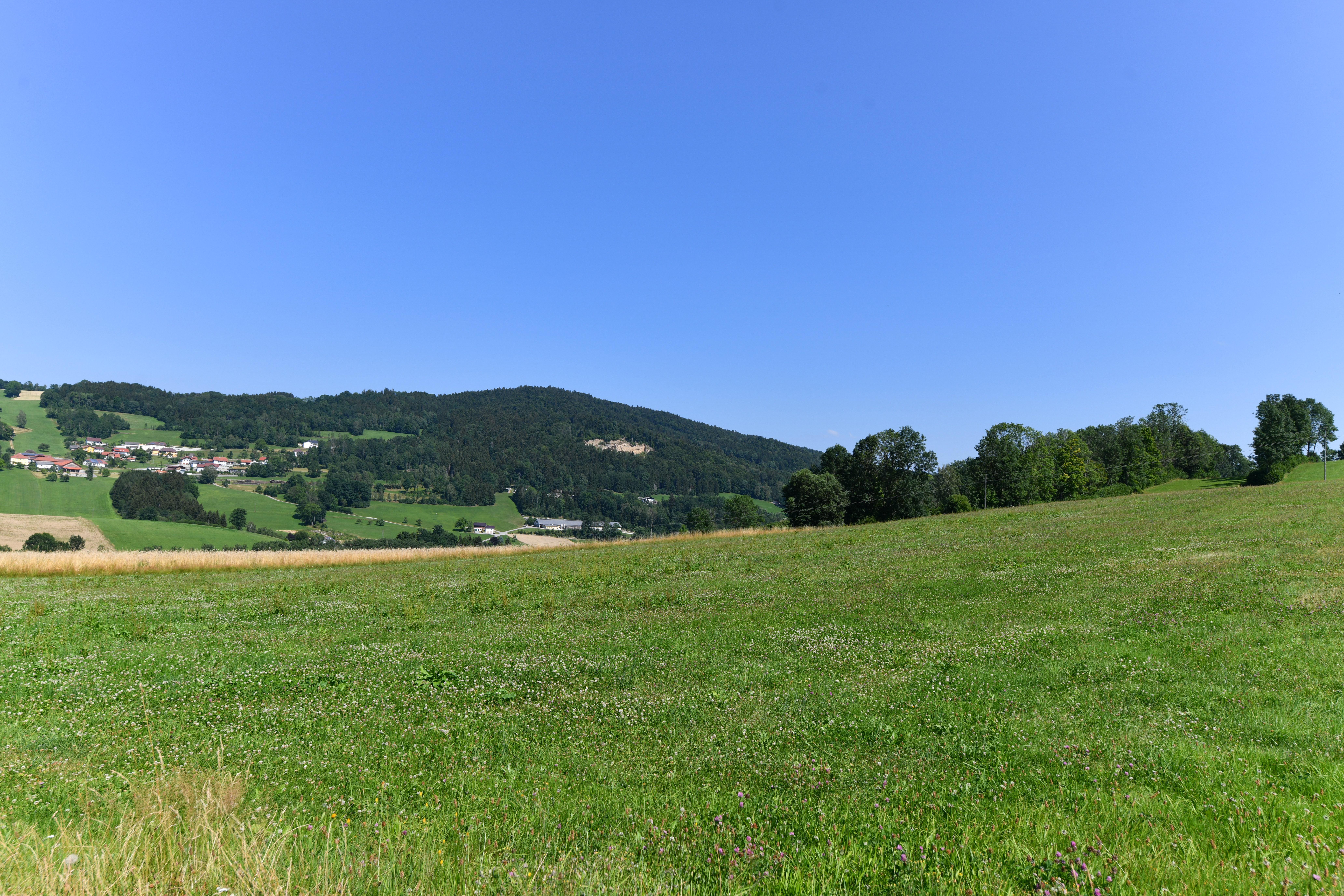
Typische Landschaft im Mühlviertel

Das Mühlviertel grenzt im Westen an Bayern, im Norden an Südböhmen und im Osten und Südosten an Niederösterreich. Naturräumlich gehört es zum Granit- und Gneishochland der Böhmischen Masse. Der höchste Berg ist der Plöckenstein mit 1.378 Metern im österreichischen Böhmerwald am Dreiländereck. Im Gemeindegebiet von St. Nikola an der Donau bei Hirschenau befindet sich mit 228 Metern die tiefliegendste Stelle des Mühlviertels.
Die einzigen flachen Zonen des Mühlviertels befinden sich zwischen Aschach und Ottensheim (der nördlich der Donau gelegene Teil des Eferdinger Beckens) und zwischen Mauthausen und Grein (Machland).
Granit und Gneis sind der geologische Untergrund des Mühlviertels, die Flüsse und Bäche fließen – bis auf wenige Ausnahmen im nördlichen Mühlviertel, jenseits der europäischen Hauptwasserscheide – zur Donau. Das Mühlviertel unterscheidet sich vor allem auf Grund seiner Lage und seines geologischen Untergrundes bezüglich Flora und Fauna wesentlich von anderen Landesteilen. Besonderheiten in der Natur des Mühlviertels sind unter anderem weitgehend naturbelassene Fließgewässer, Bürstlingswiesen (Borstgrasrasen), Felsformationen (Wollsackverwitterung), Moore, Fischotter, Luchs und Böhmischer Enzian.
Der Haselgraben teilt das Mühlviertel in das obere und das untere Mühlviertel. Weiter teilen die Flusstäler Mühltal und Feldaistsenke die Landschaft von West nach Ost in den Passauer- den Linzer- und den Greiner Wald.

### NUTS-Gliederung
In der für die amtliche Statistik der EU geführte NUTS-Gliederung ist das Mühlviertel in zwei der fünf Gruppen von Bezirken (Ebene NUTS:AT-2) in Oberösterreich zu finden, der Code AT313 und umfasst vier politische Bezirke ausgenommen den Gerichtsbezirk Urfahr, der zum Code AT312 gehört:
- Freistadt
- Perg
- Rohrbach
- Urfahr-Umgebung (geteilt in AT312 und AT313)

Die Stadt Linz nördlich der Donau und ein Teil des Bezirks Urfahr-Umgebung, die landschaftlich zum Mühlviertel gerechnet werden, gehören also nicht zur entsprechenden statistischen Region.
Oberösterreich ist demnach in Statistiken auf europäischer Ebene nicht auf seine traditionellen vier Viertel aufgeteilt, sondern in seine Regionen Innviertel, Mühlviertel, Traunviertel, Hausruckviertel, Linz-Wels und Steyr-Kirchdorf. Das entspricht auch dem modernen Raumordnungskonzept, in dem der Oberösterreichische Zentralraum als „fünftes“ Viertel herausgegriffen ist.

### Raumeinheiten
Das Bundesland Oberösterreich ist in 41 Raumeinheiten gegliedert. Einen Überblick nach naturschutzfachlichen Kriterien wie Geologie, Geomorphologie und Raumnutzung (Besiedelung, Landwirtschaft u. Ä.) bieten die Raumeinheiten, die (ganz oder teilweise) zum Mühlviertel zählen:
- Aist-Naarn-Kuppenland
- Böhmerwald
- Donauschlucht und Nebentäler
- Eferdinger Becken
- Freiwald und Weinsberger Wald
- Leonfeldner Hochland
- Linzer Feld
- Machland
- Südliche Böhmerwaldausläufer
- Südliche Mühlviertler Randlagen
- Zentralmühlviertler Hochland

## Geschichte

### Frühgeschichte
Die ältesten archäologischen Funde stammen aus der Steinzeit und wurden beispielsweise bei Perg und bei der Berglitzl gemacht.
In Unterweitersdorf wurden Hügelgräber und 20 Urnengräber entdeckt, die auf den Zeitraum zwischen dem 13. und 11. vorchristlichen Jahrhundert datiert werden.
In Mitterkirchen wurden bei Grabungen zwischen 1981 und 1990 ein hallstattzeitliches Gräberfeld mit rund 80 Grabstätten sowie rund 900 Gefäßen und Siedlungsresten entdeckt. Diese Funde stammen aus dem 7. Jahrhundert vor Christus. In Mitterkirchen wurde ein Freilichtmuseum erbaut, das versucht, einen Eindruck vom Alltagsleben der frühen Eisenzeit zu geben.
Zur Römerzeit war das Mühlviertel ein dichter und kaum bewohnter Urwald. Es wird vermutet, dass im Frühmittelalter Slawen das Mühlviertel bewohnten. Slawische Orts- und Flurnamen wie Tobra (bei Perg) oder Jaunitz (bei Freistadt) markieren die frühmittelalterliche Grenzsituation.

### Besiedelung
Seit der Niederlassung der Baiern in diesem Gebiet wurde es größtenteils Teil ihres Herzogtums (ab Mitte des 6. Jahrhunderts), dann Besitz der Babenberger mit großen Gütern zwischen Donau und Böhmerwald.
Im 11. und 12. Jahrhundert wurde nach der endgültigen Zurückdrängung der Ungarn das Mühlviertler Hügelland entlang sogenannter Rodungsstreifen zwischen Donau und Böhmerwaldkamm besiedelt, wobei die meisten linken Zuflüsse der Donau zugleich als Grenzflüsse dienten:
| Nr | östlicher Grenzfluss                 | wichtigste Herrschaft                                      | Mutterpfarre                                                | Ersterwähnung des Ortes |
| -- | ------------------------------------ | ---------------------------------------------------------- | ----------------------------------------------------------- | ----------------------- |
| 1  | Kleine Mühl                          | Falkensteiner (1289/90 an Herzog Albrecht)                 | Pfarrkirchen im Mühlkreis                                   | 1230                    |
| 2  | Große Mühl (am Oberlauf bei Haslach) | Schönhering-Blankenberg (um 1190 an die Waxenberger)       | Altenfelden                                                 | 1242                    |
| 3  | Kleine Rodl                          | Eppo von Windberg (um 1108 Schenkung an Stift St. Florian) | Feldkirchen an der Donau und Niederwaldkirchen              | 1110 und um 1108        |
| 4  | Haselbach                            | Wilhering-Waxenberger (ab 1170 kurz „Waxenberger“)         | Gramastetten                                                | 1110                    |
| 5  | Kleine Gusen                         | Haunsperger                                                | Gallneukirchen                                              | 1125                    |
| 6  | Waldaist                             | Herren von Aist                                            | Ried in der Riedmark (1122 an Stift St. Florian übertragen) | 823                     |
| 7  | Naarn                                | Hochstift Regensburg (siehe Regensburger Luß)              | Naarn im Machlande                                          | 823                     |
| 8  | Ysper                                | Herren von Perg und Machland                               | Saxen (1147 an Stift Waldhausen übertragen)                 | 823                     |

Im Jahr 1180 erwarben die Babenberger auch das westliche Mühlviertel und gründeten um 1220 mit Freistadt die erste Stadt. Der größte Teil des Mühlviertels wurde erst während des hohen und späten Mittelalters gerodet. Die Ortsnamen, die mit -schlag enden, wie Bernhardsschlag, zeugen von den Rodungen. Echte –ing Ortsnamen (z. B. Hütting, Inzing, Arbing) zeugen von der bajuwarischen Kolonisation.

### 15. und 16. Jahrhundert
Erstmals um 1478 wurde das Land ob der Enns in vier „Viertel“ eingeteilt. Das heutige Mühlviertel umfasst dabei zwei der damaligen Viertel, das westliche Mühlviertel und das östliche Machlandviertel. Andere Quellen nennen den östlichen Teil auch Schwarzviertel. Die Grenze zwischen beiden Vierteln war, je nach Quelle, die Große Rodl, der Haselgraben oder die Große Gusen. Im Laufe der Zeit dürfte sich die Grenze dabei mehrfach verschoben haben, was zu diesen ungenauen Angaben führt. 1491 wurde Grein zur Stadt erhoben und war damit die zweite Stadt im gesamten Mühlviertel.

### 17. und 18. Jahrhundert
Um 1600 entstand der gute Ruf des Mühlviertler Webegewerbes. In zahlreichen Gemeinden mit Marktrecht entstanden eigene Webermärkte. In solchen Gemeinden verdiente vielfach die Hälfte der Einwohner mit Weben oder dessen Nebenberufen ihr Einkommen. Als Rohmaterial diente den Webern Flachs, welches damals im Mühlviertel vielfach angebaut wurde. Neben Holz, Salz und Eisenwaren (Sensen) waren Weberzeugnisse dereinst eines der wichtigsten Exportartikel Oberösterreichs. Die Marktzünfte der Weber schlossen sich wie die Zünfte der anderen Handwerker zu einer Landesorganisation zusammen, deren Privileg, wie auch das Marktrecht, beim Antritt eines neuen Landesfürsten erneut bestätigt bzw. erteilt werden musste.
Die Tätigkeit der Landesweberzunft erschwerten zum einen „Gäuweber“, die aufgrund eigenen Grundbesitzes keine Notwendigkeit in einem Beitritt zur Landeszunft sahen, und zweitens die zahlreichen kleineren Aufkäufer von Garn, die diesen zu damals stark nachgefragtem Zwirn verarbeiteten, und mit viel Gewinn exportieren konnten. So wurde den Webern einerseits Rohmaterial entzogen, andererseits wurde es durch die höhere Nachfrage verteuert. Um 1700 nahm auch die ausländische Konkurrenz stärker zu, was einige unter Druck gekommene Weber zu schnellerer, ungenauerer Arbeit oder zu anderen Betrugsversuchen verleitete. Dies bezeugen schärfere Qualitäts- und Kontrollbestimmungen, die damals erlassen wurden.
Im 16. und 17. Jahrhundert war das Mühlviertel – wie weite Teile der österreichischen Länder – ein weitgehend protestantisch geprägter Kulturraum. Mit der Durchsetzung der Gegenreformation wurden insbesondere nach dem Ende des Dreißigjährigen Krieges Tausende von Evangelischen zum Verlassen ihrer Heimat gezwungen. Sie fanden besonders häufig in den vom Krieg schwer verwüsteten Gegenden Frankens eine Zuflucht, wo sich das Bewusstsein gemeinsamer Herkunft zum Teil bis heute erhalten hat.
Als 1779 das Innviertel mit dem Frieden von Teschen an Oberösterreich fiel, wurden die beiden Viertel nördlich der Donau zusammengefasst, um weiterhin vier Viertel zu haben. Mit der Verfassungsreform unter Josef II. wurde 1783 der Mühlkreis als Verwaltungseinheit (siehe Kreis (Habsburgermonarchie)) geschaffen. Der Mühlkreis wurde zuerst von Freistadt verwaltet, bevor die Kreisverwaltung 1794 in die damals noch selbständige Marktgemeinde Urfahr und 1812 nach Linz verlegt wurde.

### 19. Jahrhundert

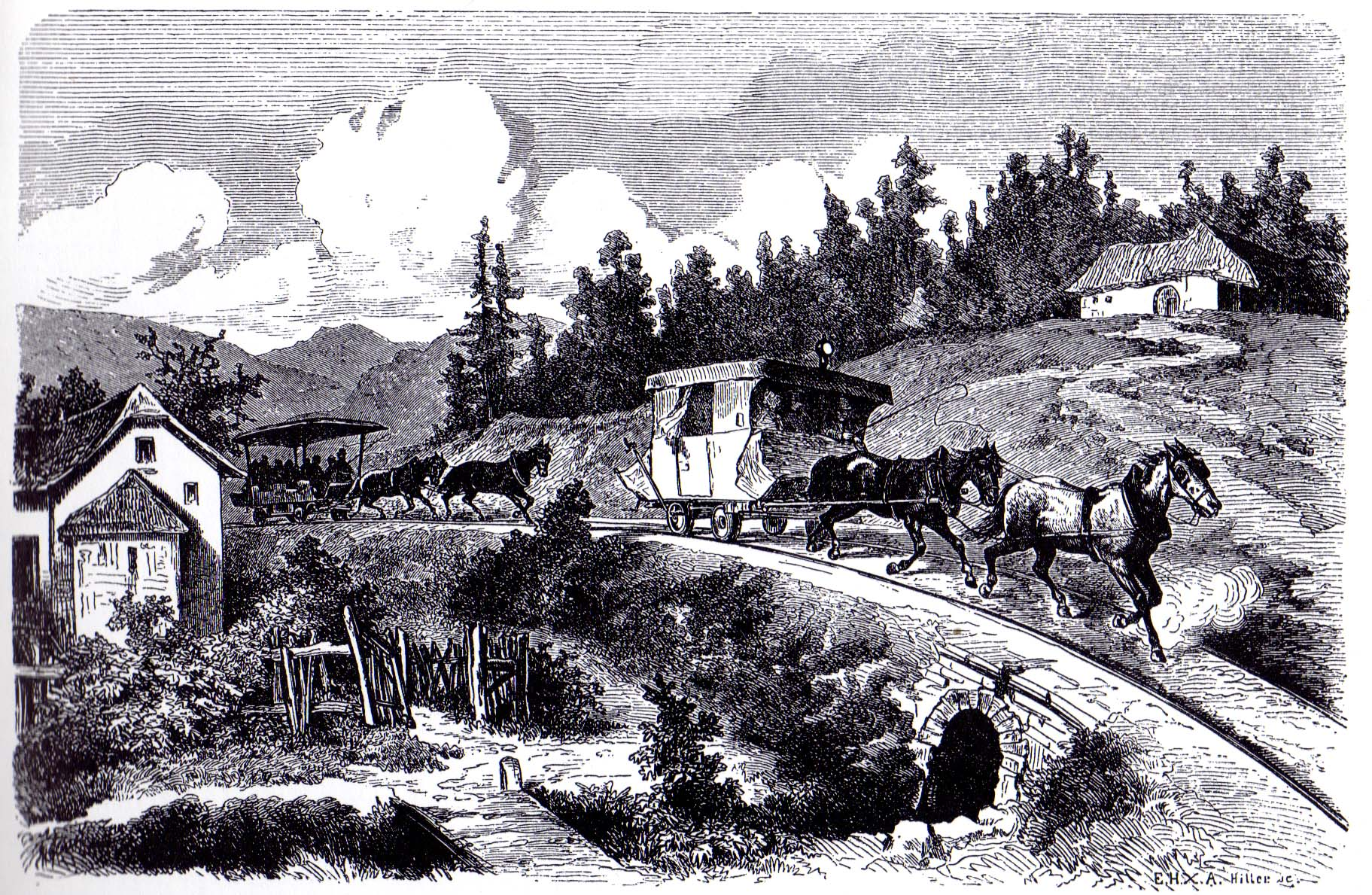
Die Pferdeeisenbahn

Die große Bedeutung der Weberei hielt bis Ende des 19. Jahrhunderts an, als mechanische Webstühle und die Industrialisierung den Webern ihre Arbeit entzog.
Der technische Fortschritt im Verkehrswesen auf dem europäischen Festland begann im frühen 19. Jahrhundert im Mühlviertel mit der Errichtung der Pferdeeisenbahn von Linz nach Budweis. Sie war die erste Schienenbahn Kontinentaleuropas. Zwischen 1871 und 1872 wurde die Summerauer Bahn, 1885 die Mühlkreisbahn und 1888 die Donauuferbahn errichtet. Seither verfügt das Mühlviertel über drei Bahnstrecken.

### 20. Jahrhundert
Im Jahr 1919 wurde die Stadt Urfahr, die zu dieser Zeit mit etwa 15.000 Einwohnern die größte Gemeinde des Mühlviertels und Bezirksstadt des damaligen Bezirkes Urfahr war, nach Linz eingemeindet.
Im Frühjahr 1945 beteiligten sich Teile der Bevölkerung des Mühlviertels drei Wochen lang an der so genannten „Mühlviertler Hasenjagd“. 500 aus dem KZ Mauthausen ausgebrochene Häftlinge wurden, getreu dem Motto „niemanden lebend ins Lager zurückzubringen“ gejagt. Nur neun Menschen überlebten die Jagd durch SS, SA, Gendarmerie, Wehrmacht, Volkssturm, Hitler-Jugend und Zivilbevölkerung.
In der Besatzungszeit wurde das Mühlviertel von sowjetischen Truppen besetzt. Die Zivilverwaltung Mühlviertel hielt die Verbindung zum restlichen Oberösterreich aufrecht.
Mit der Gründung der heutigen Johannes Kepler Universität Linz im Jahr 1966 auf dem Areal des Schlosses Auhof zog die Wissenschaft im Mühlviertel ein. Eine Außenstelle dieser Universität besteht in der kleinen Mühlviertler Gemeinde Hagenberg. Dieser Ort wurde mit der ebenfalls dort vorhandenen Fachhochschule zu einem hochkarätigen Ausbildungsstandort für Informatik. Die Anton-Bruckner-Universität für Musik des Landes Oberösterreich hat ihren Sitz in Urfahr, ist also ebenfalls im Mühlviertel angesiedelt.
In den 1970er Jahren wurde die Mühlkreis Autobahn (A 7) errichtet, die heute in Unterweitersdorf endet. Der Weiterbau bis zur tschechischen Grenze wurde nie verwirklicht. Als Ergänzung bis Freistadt wurde Ende 2015 die Mühlviertler Schnellstraße (S 10) eröffnet, die ab 2020 eine autobahnähnliche Verbindung bis zur tschechischen Grenze bieten soll.

## Wirtschaft und Verwaltung

### Allgemeines

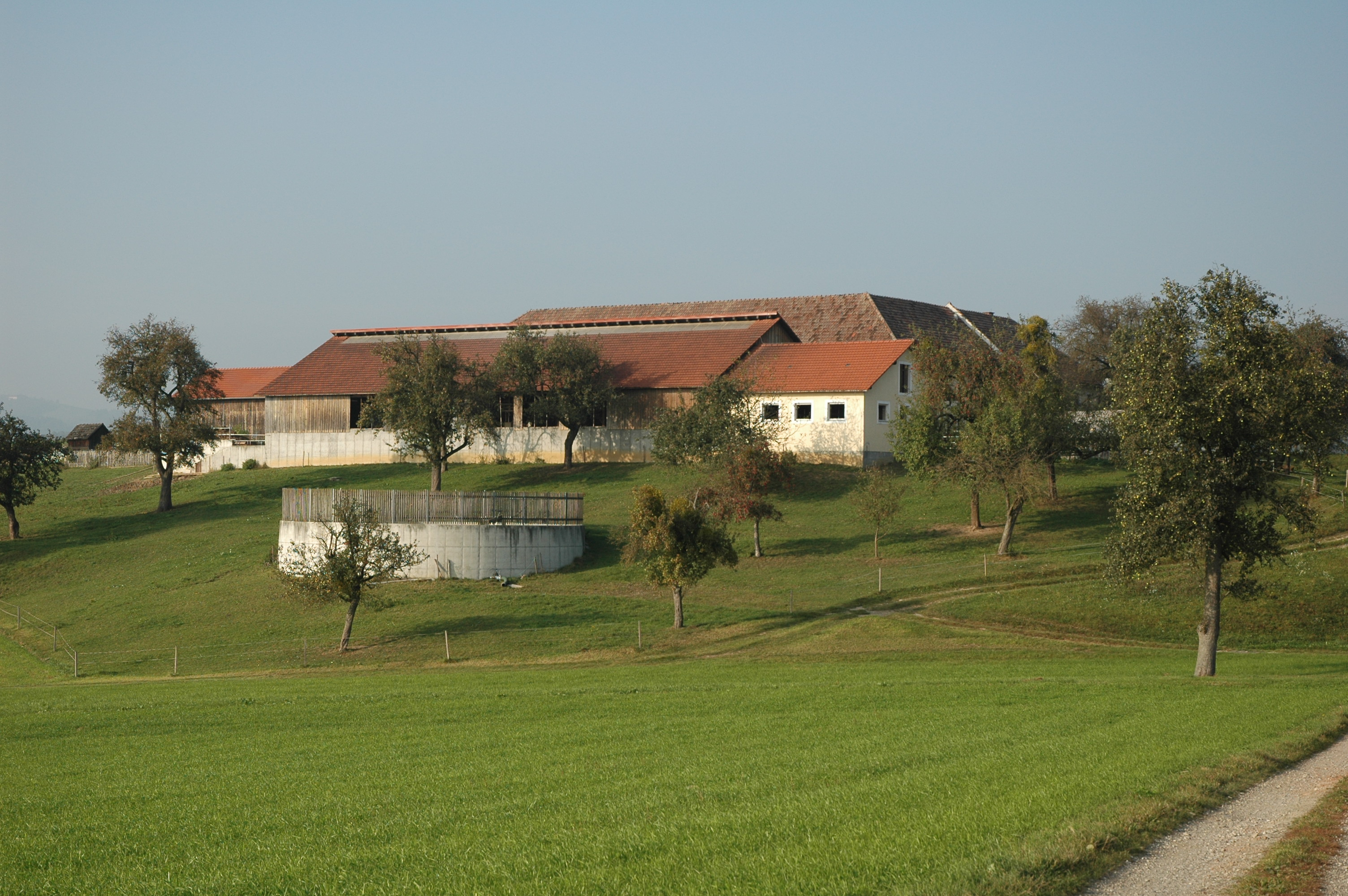
Mühlviertler Bauernhof in Hamberg, Ottensheim

Die Menschen leben im Mühlviertel auf kargem Boden. Viele Familien der zahlreichen Nebenerwerbsbauern beziehen ihr Zusatzeinkommen aus der Arbeit in Linzer Betrieben oder aus dem Fremdenverkehr, der hier den „sanften“ Tourismus vermittelt. Haupterwerb in früheren Jahrhunderten war neben der Landwirtschaft der Anbau von Flachs und Hopfen. Die Leinenweberei brachte Wohlstand in die Orte, heute ist sie nur mehr mit wenigen Betrieben vertreten. In den Städten und Märkten kam als Einnahmequelle noch der Handel mit Salz und sonstigen Gütern hinzu. Die Tradition des Bierbrauens ist nach wie vor lebendig. Seit einigen Jahrzehnten wird im Mühlviertel auch wieder Hopfen angebaut.
Im Vergleich mit den anderen 34 Regionen Österreichs bei der Wirtschaftskraft pro Kopf (BIP) lag das Mühlviertel im Jahr 2007 mit rund 18.100 Euro am vorletzten Platz. Dieser Wert liegt rund 45 % unterhalb des Österreich-Schnitts von 32.600 Euro.

### Verkehr und Tourismus
Die Mühlkreisbahn und die Mühlkreis Autobahn verbinden das Mühlviertel mit der oberösterreichischen Landeshauptstadt Linz: Auf der Schiene von Aigen-Schlägl ausgehend, auf der Straße von Unterweitersdorf ausgehend.
Im Mühlviertel, auch tourismuswirtschaftlich ein Entwicklungsgebiet, wurde mit den in den 2010er Jahren gegründeten regionalen Tourismuskonferenzen (Oö. Tourismusrechts-Novelle 2012) eine Steuerungsgruppe Marke Mühlviertel innerhalb der Landestourismusorganisation Oberösterreich Tourismus geschaffen. Sie umfasst Vertreter der touristischen Organisationen (Tourismusverbände), der Wirtschaftskammer und betrieblicher Kooperationspartner wie Urlaub am Bauernhof und der ARGE Qualitätstourismus Mühlviertel (Mühlviertel pur) zusammen. Neben den knapp 50 Ortsverbänden umfasst die Konferenz auch die regionalen (mehrgemeindigen) Tourismusverbände Mühlviertler Alm, Mühlviertler Kernland, TraumArena und Böhmerwald, und die regionalen Projekte Naturpark Mühlviertel und Sterngartl Gusental, die sich zu weiteren Kommunalverbänden entwickeln sollen.
Andere viertelweite Projekte sind etwa die ARGE Mühlviertler Wandersleut‘ (Spartenprojekt Wandertourismus).
Enge Zusammenarbeit besteht auch über das Regionalmanagement Mühlviertel mit der grenzübergreifenden Euregio Bayerischer Wald – Böhmerwald.

### Gemeinden
Das Mühlviertel besteht aus 120 selbständigen Gemeinden und hatte mit Stand 1991 246.419 Einwohner. Es hat nach dem Burgenland mit im Durchschnitt nur 2053 Einwohnern je Gemeinde von allen Regionen Österreichs die zweitgeringste durchschnittliche Einwohnerzahl je Gemeinde (siehe dazu auch Gemeinden der Staaten Europas oder Gemeindefusion); ganz Österreich hatte im Jahr 2015 im Durchschnitt 4086 Einwohner je Gemeinde.

## Kunst und Kultur

### Überblick
Das Mühlviertel war Heimat für eine Reihe von Künstlern. Es sei beispielsweise auf Karl Kronberger hingewiesen: Er wurde in Freistadt geboren und wirkte später auch in München. Das Mühlviertel zog auch von auswärts zahlreiche Künstler an wie Franz von Zülow, der in Hirschbach im Mühlkreis seinen Sommersitz hatte. Er ist Namensgeber für eine der renommiertesten Künstlervereinigungen Oberösterreichs, der „Zülow-Gruppe“, die ehemalige Mühlviertler Künstlergilde, welche vorwiegend aus Vertretern der modernen Avantgarde besteht und ihren Sitz in Linz hat.
Alte Tradition besitzt die Hinterglasmalerei in Sandl. Sie wird nach wie vor in der traditionellen Form ausgeübt und ist im Mühlviertler Schlossmuseum (Freistadt) mit Europas umfangreichster Sammlung vertreten.
Edward Samhaber, aus Freistadt gebürtig, war ein Dichter des 19. Jahrhunderts. Der in Putzleinsdorf als Pfarrer wirkende Norbert Hanrieder zählte zu den bedeutendsten Mundartdichtern Oberösterreichs, von ihm stammt auch die Mühlviertler Hymne.
Die in Linz geborene österreichische Schriftstellerin Henriette Haill tauchte mit ihren vier Kindern im Zweiten Weltkrieg als Schutz vor der Verfolgung durch die Nationalsozialisten im Mühlviertel unter. Hier schuf sie einen Großteil ihrer Werke und veröffentlichte viele davon in den Mühlviertler Heimatblättern. Haill war Gründungsmitglied der Mühlviertler Künstlergilde und Redakteurin deren Zeitschrift.

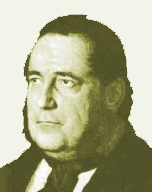
Adalbert Stifter

Adalbert Stifter war zwar kein gebürtiger Mühlviertler – sein Geburtshaus steht in Oberplan im benachbarten Südböhmen – er war in der Region aber kulturell verankert. Zum Beispiel hat er den weltberühmten Kefermarkter Flügelaltar renoviert. Außer diesem Hauptwerk gotischer Schnitzkunst findet man im Mühlviertel noch fünf weitere große Flügelaltäre aus dieser Kunstepoche.
Der Oberneukirchner Hans Schnopfhagen vertonte den Hoamatgsang von Franz Stelzhamer, der seit 1952 die Oberösterreichische Landeshymne ist.
Anton Bruckner, einer der großen europäischen Komponisten der Romantik, fand in Windhaag bei Freistadt seine erste berufliche Anstellung als Hilfslehrer. In diesem kleinen Grenzort entstanden auch die ersten kompositorischen Werke wie die Windhaager Messe.
Als Gegengewicht zum großteils eher traditionell geprägten Umfeld entstand mancherorts eine „zeitgeistige“ Kulturszene, wie die in ganz Österreich beachteten Jazztage in Ulrichsberg.
Grein an der Donau ging mit seinem 1791 errichteten Stadttheater, welches Österreichs ältestes ist, in die Theatergeschichte des Landes ein.
Im östlichen Teil des Mühlviertels hat die Pechgewinnung mittels Pechölsteinen eine lange Tradition. Sie wurde 2013 in das Verzeichnis des Immateriellen Kulturerbes aufgenommen (Pechölbrennen im östlichen Mühlviertel).

### Mythologisches
Das Mühlviertel birgt mit seinen Granitfindlingen und Schalensteinen viele Kultplätze. Der Heidenstein bei Eibenstein und der Berglitzl in Langenstein sind zwei Beispiele für alte Opferstellen. Eine weitere Besonderheit ist eine Mumie, der Luftg’selchte Pfarrer in St. Thomas am Blasenstein. Viele dieser Kultplätze wurden von Kirchen oder Kapellen umfasst, manche zu katholischen Wallfahrtsorten umfunktioniert.

## Astronomie und Meteoriten
Am 20. Oktober 2009 entdeckte der Amateurastronom David Voglsam bei Beobachtungen auf der Sternwarte Davidschlag einen Kleinplaneten des inneren Asteroidengürtels, der später den Namen (243491) Mühlviertel erhielt. Der Himmelskörper mit einem Durchmesser von zirka 2,5 Kilometern hat eine Sonnenumlaufzeit von 3,23 Jahren.
Im Jahr 2023 wurde in Hirschbach im Mühlkreis (Bezirk Freistadt) der erste bestätigte Eisenmeteorit Österreichs gefunden. Der rund 3,2 Kilogramm schwere Fund zeigt typische Widmanstätten-Strukturen und besteht überwiegend aus Eisen und Nickel. Er stellt eine wissenschaftliche Rarität dar, da bisher nur gewöhnliche Chondrite in Österreich nachgewiesen wurden. Der Meteorit wird derzeit wissenschaftlich untersucht und soll unter dem Namen „Hirschbach im Mühlkreis“ klassifiziert werden.

## Bilder

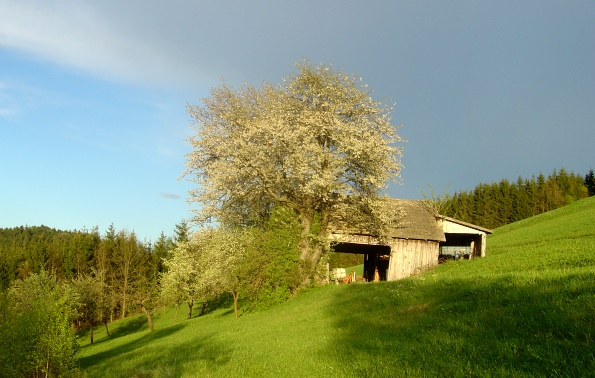
Alter Stadl
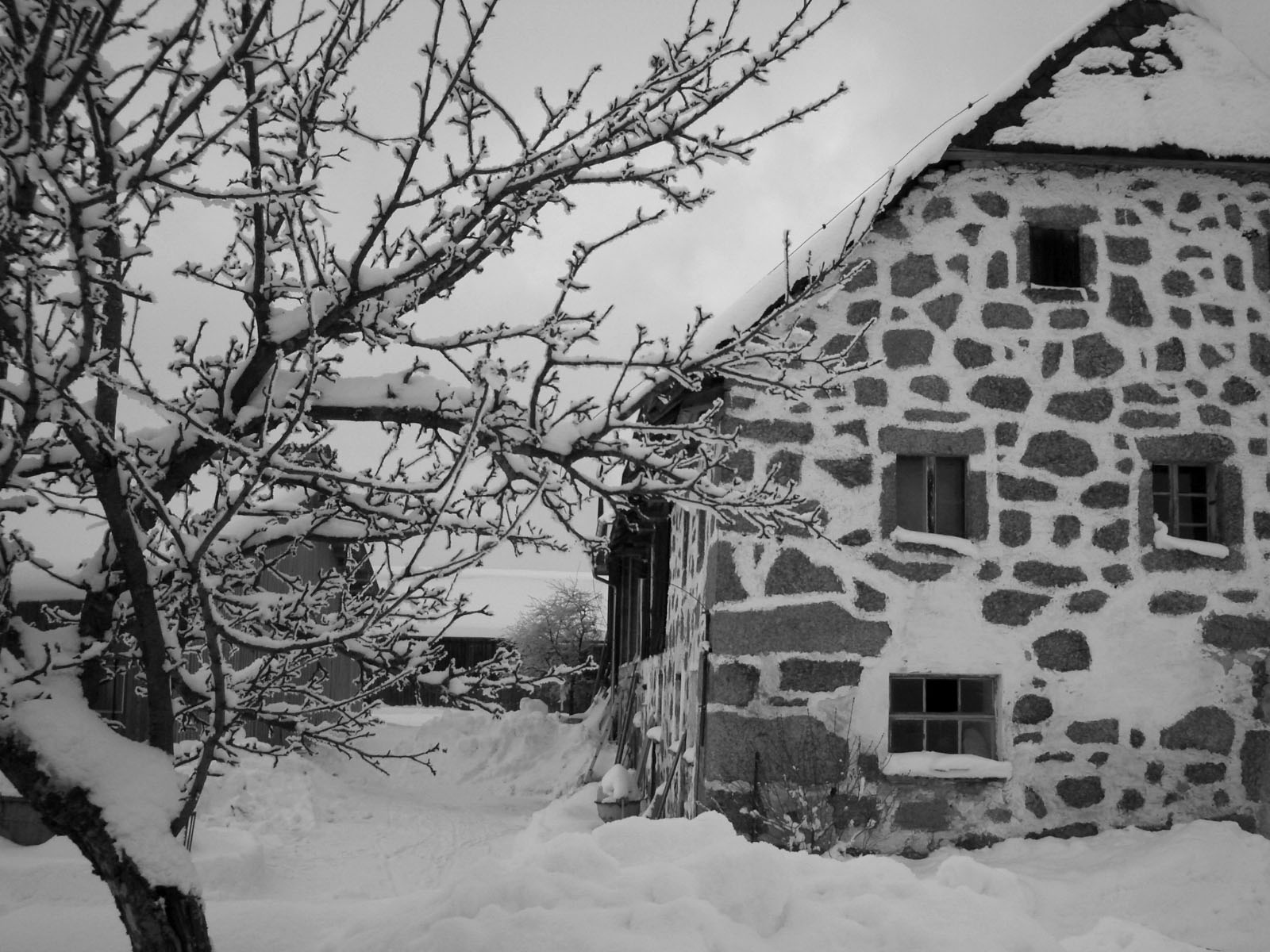
Altes Bauernhaus aus Granit
Getreidefeld
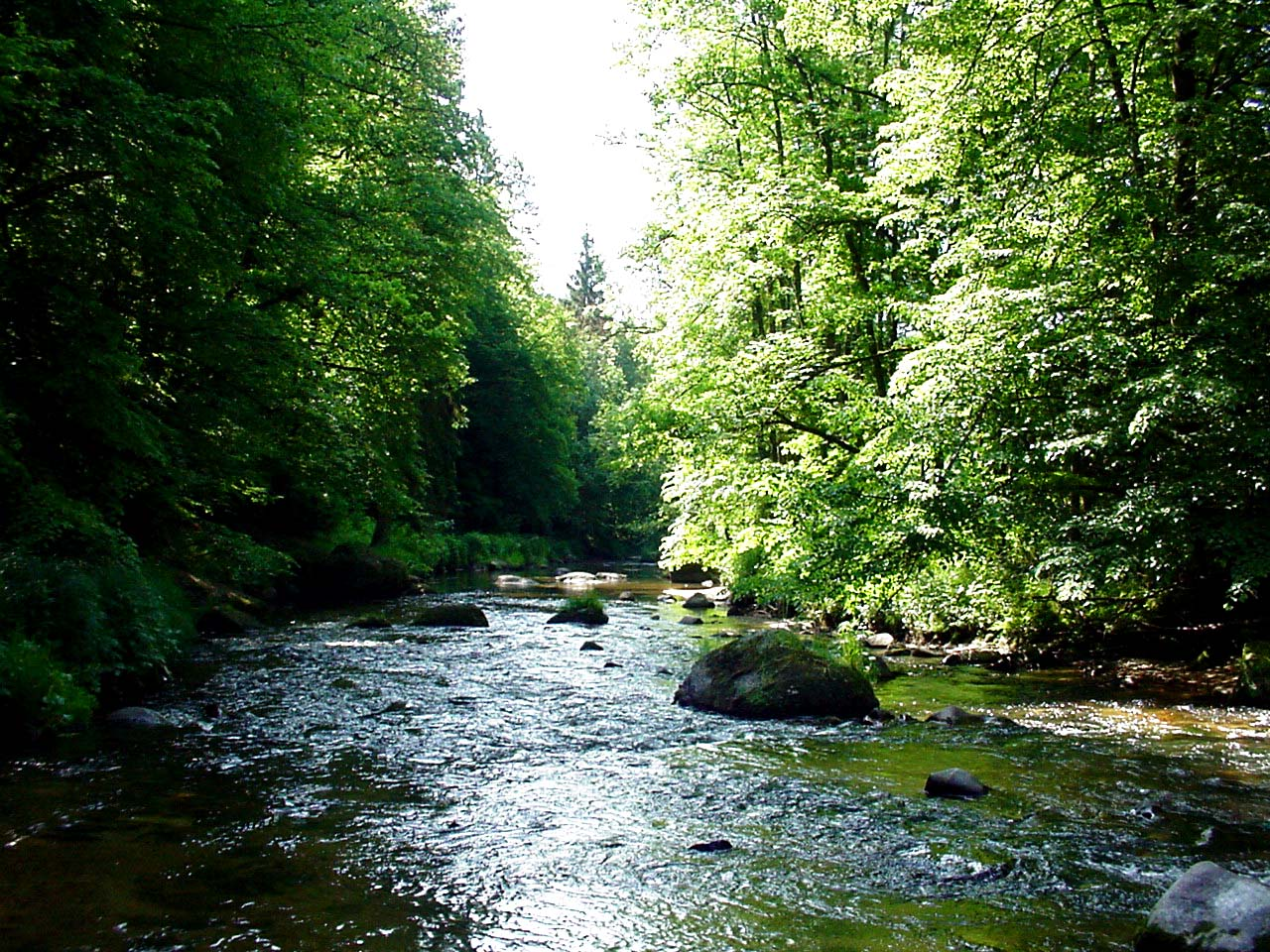
Die Feldaist, ein Fluss im Mühlviertel
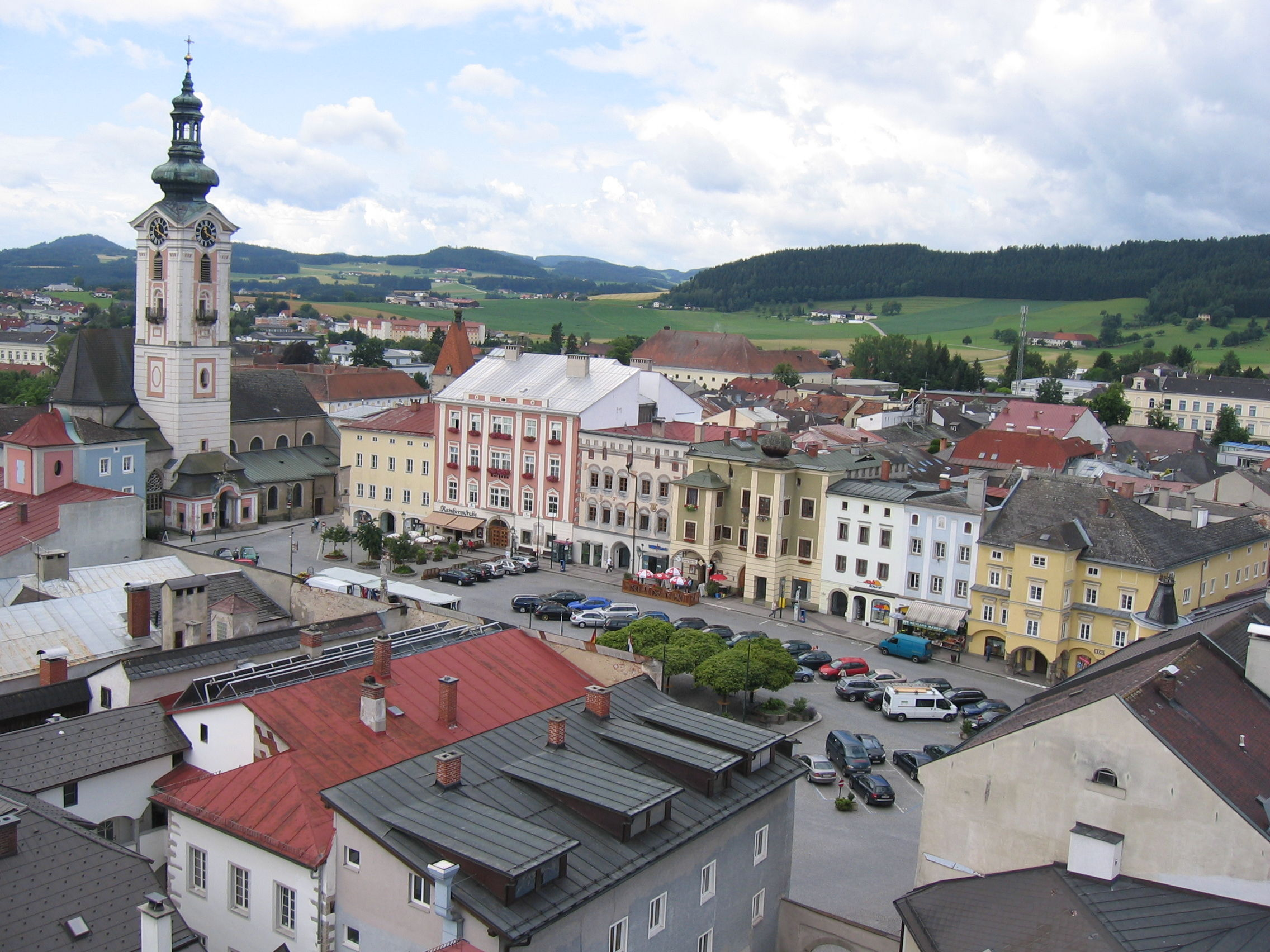
Der Hauptplatz von Freistadt
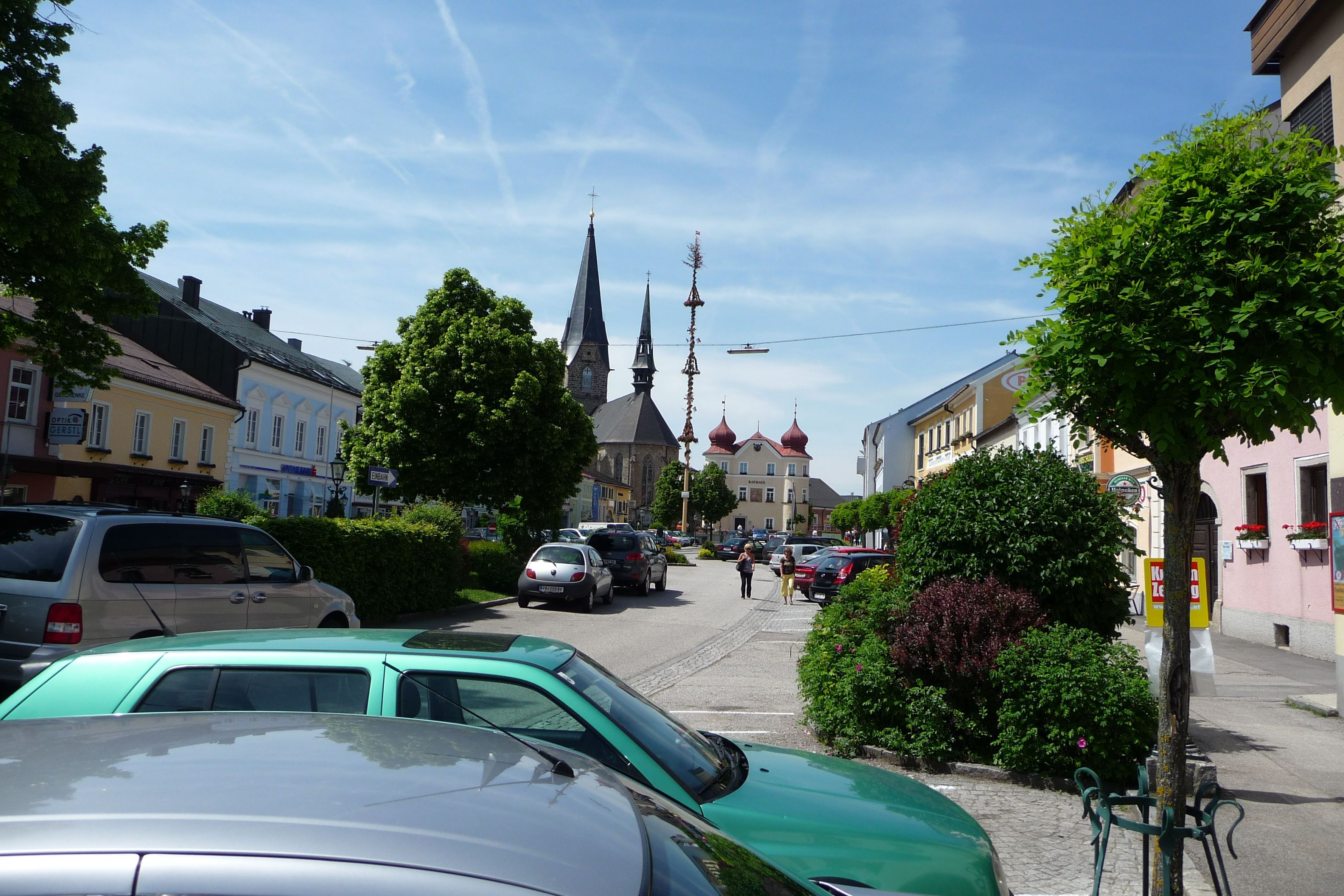
Die Kurstadt Bad Leonfelden
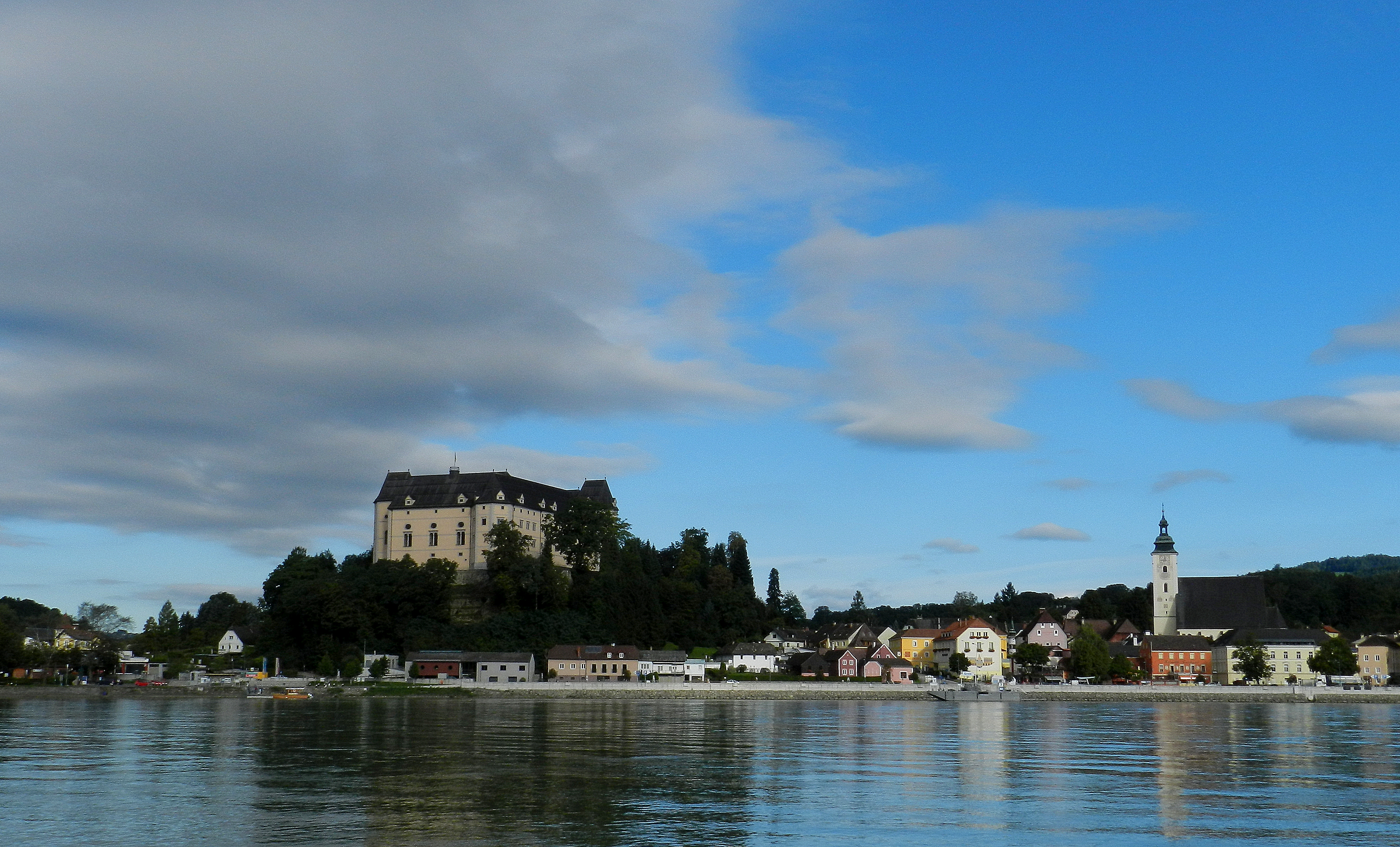
Der Donaumarkt Grein mit Schloss Greinburg
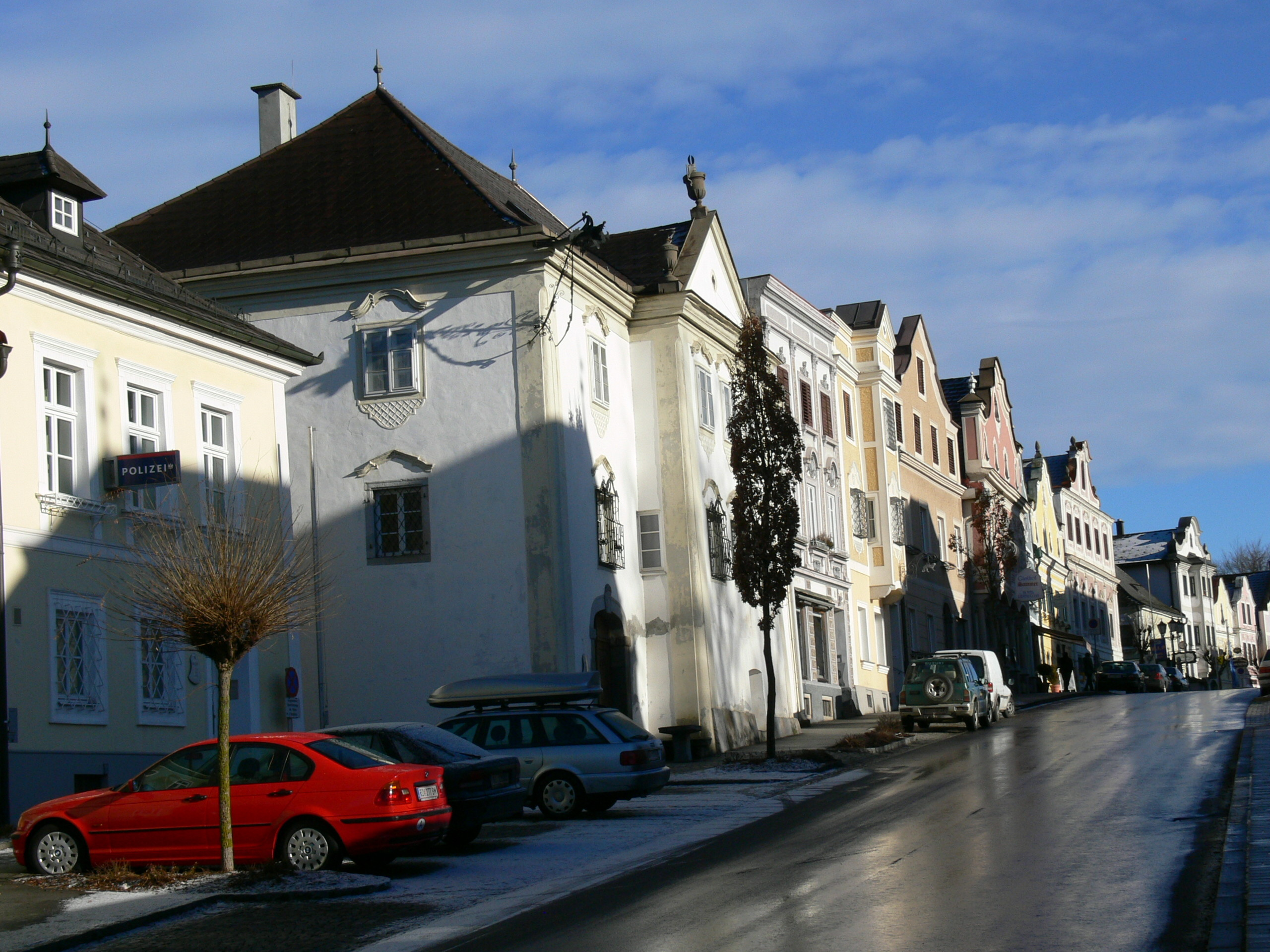
Bürgerhäuser in Neufelden
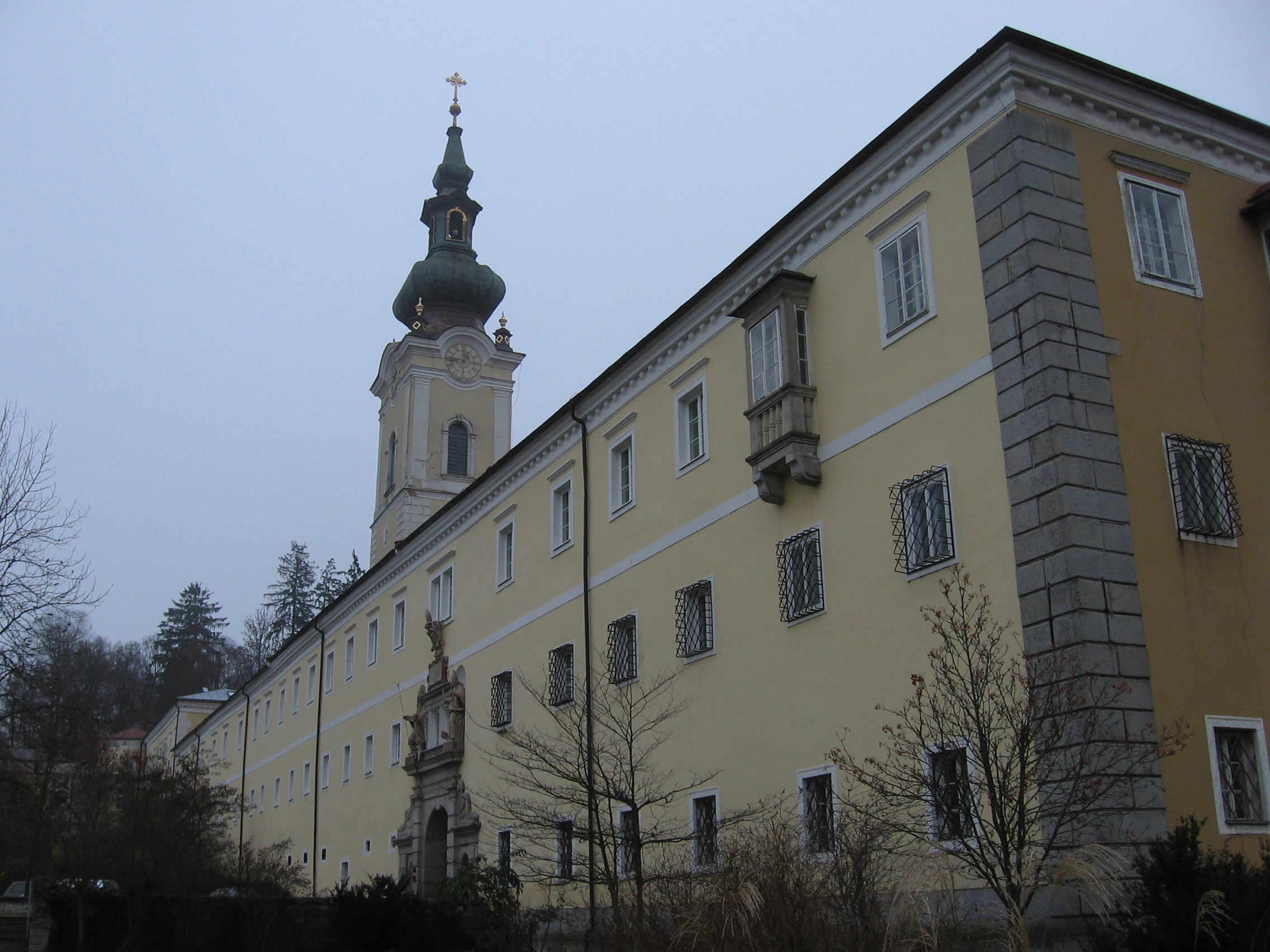
Das Stift Schlägl
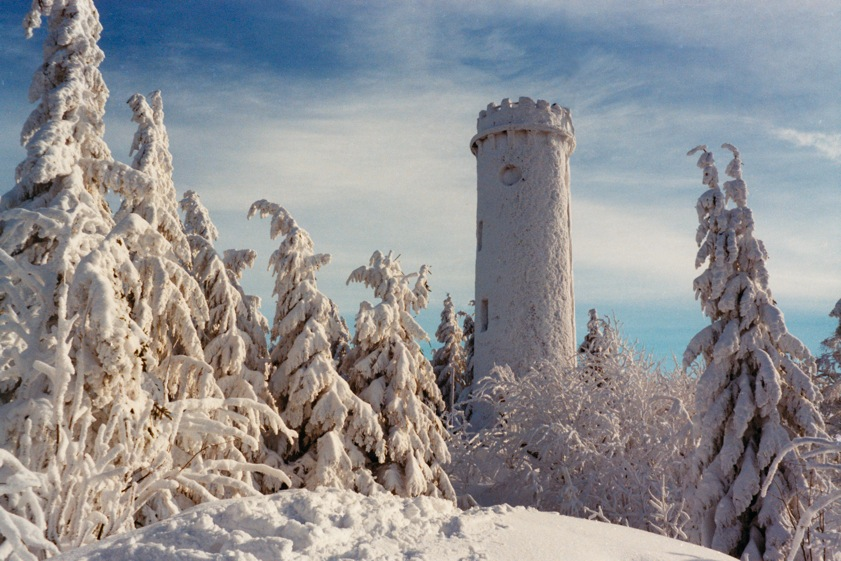
Die Sternsteinwarte im Winter

## Film und Musik
- Straßen der Spätgotik. Im Mühlviertel. Ein Film von Vera Botterbusch, 45 Min., BR 2003.
- „Ös Leutl von Inn“ ist die Mühlviertelhymne von Norbert Hanrieder.